# Franziska Seidl
Franziska Seidl (de soltera Vicari; Viena, 1 de julio de 1892-Viena, 14 de junio de 1983) fue una física austriaca. Fue profesora de física experimental en la Universidad de Viena. Una de sus principales áreas de investigación fue el ultrasonido.

## Biografía
Nació en Viena, hija de Franz Vicari y Maria Anton, que eran propietarios de una pequeña empresa. Asistió a la escuela primaria y secundaria y recibió educación musical. En 1911 se casó con Wenzel Seidl (nacido en 1881 en České Budějovice, Bohemia), profesor de física y matemáticas en un gymnasium en Hranice, Moravia. Vivieron en Hranice hasta que Wenzel fue reclutado en la Primera Guerra Mundial y murió en 1916 en el Frente Isonzo.
Después de la disolución de Austria-Hungría, se convirtió en ciudadana de Checoslovaquia. Regresó a Viena, tomó el Matura (similar a los exámenes de nivel A) en 1918 y comenzó a estudiar en la Universidad de Viena ese mismo año. Su materia principal era la física, con materias secundarias como matemáticas y química. Escribió su tesis doctoral sobre la medición de intervalos de tiempo cortos con el péndulo de Helmholtz y obtuvo su doctorado en física en 1923.
Se convirtió en profesora asistente en 1924 y obtuvo el título de profesora de física experimental en 1933. Asumió el cargo de directora interina del First Physics Institute en 1945 hasta que Felix Ehrenhaft regresó de emigrar en 1947. Se convirtió en emérita en 1963.

## Obra

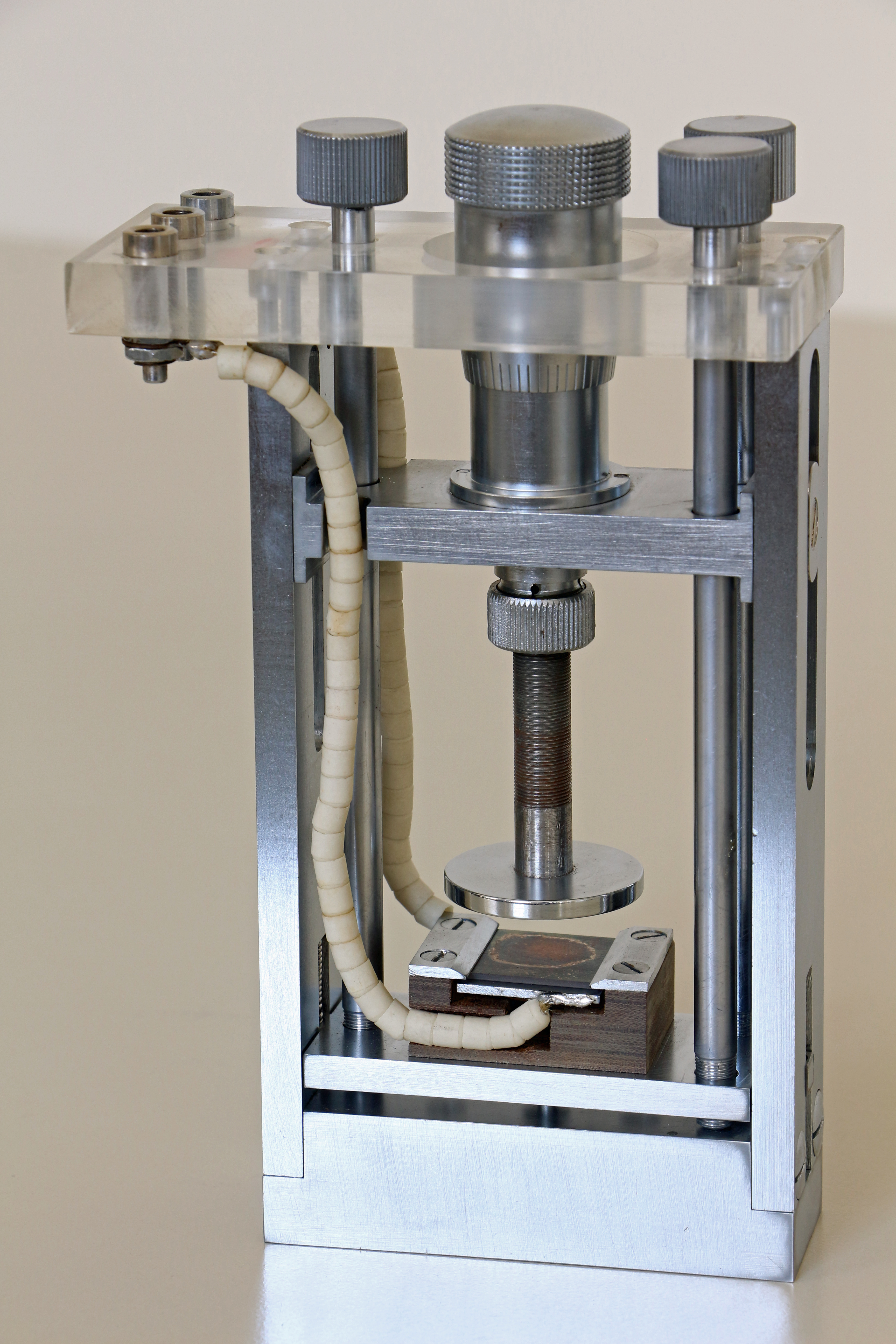
Aparato de ultrasonido histórico utilizado por Franziska Seidl.

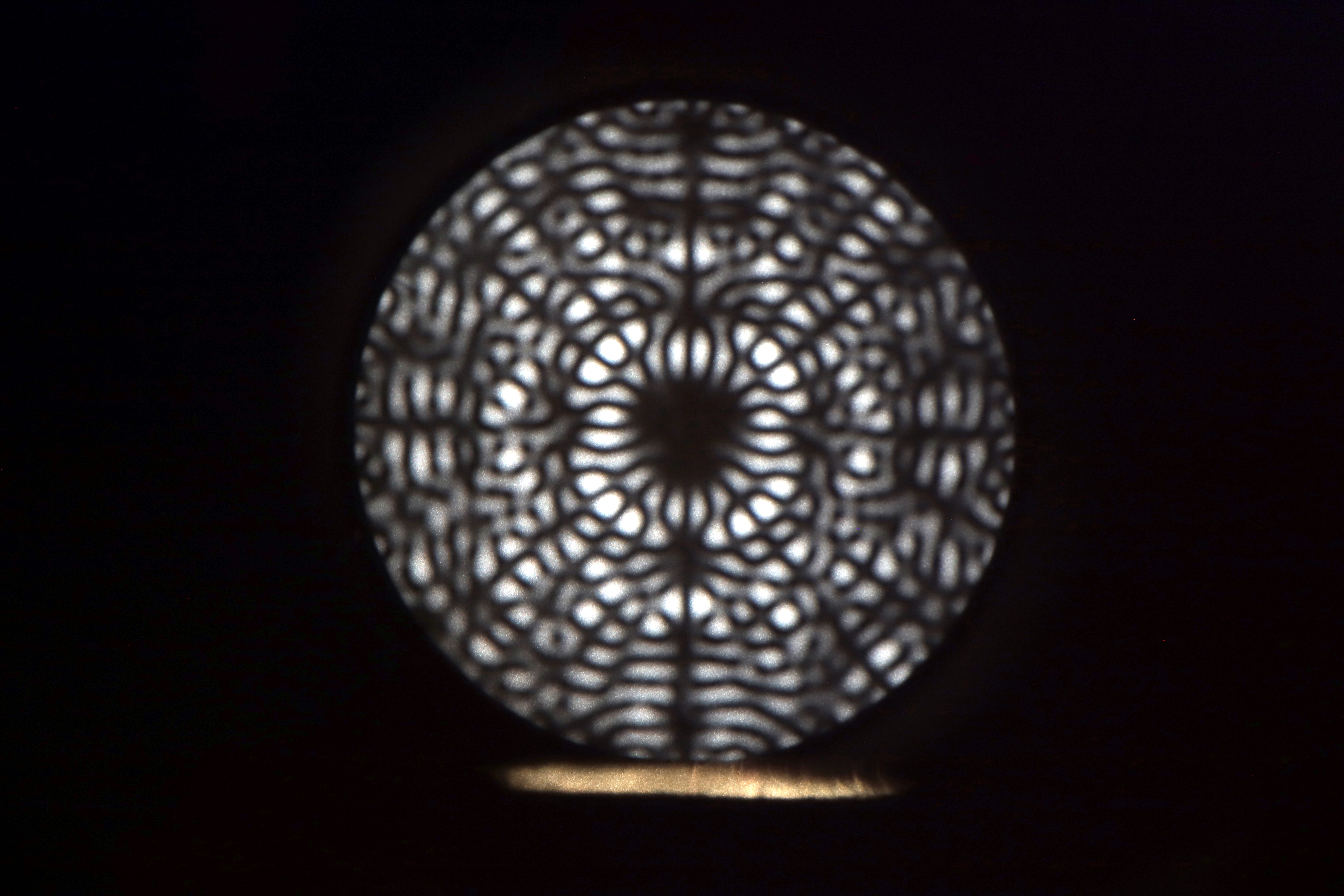
Ondas de ultrasonido estacionarias en un cilindro de vidrio, producidas con el aparato de Franziska Seidl y fotografiadas con luz polarizada cruzada.

A partir de 1933, Seidl impartió conferencias con regularidad y supervisó cursos y tesis doctorales de estudiantes. Un enfoque principal de su trabajo fue la educación y formación de profesores de física. De 1946 a 1967 fue presidenta de la asociación austriaca para la promoción de la educación física y química. En esta función, organizó semanas de formación continua para profesores, en particular un evento internacional en 1960.
Habiendo sido educada en música, su investigación se centró inicialmente en la acústica antes de pasar a los ultrasonidos, la cristalografía de rayos X, la acústica óptica y la piezoelectricidad de los cristales. También inventó y patentó un teléfono de cristal sin diafragma. Su trabajo en ultrasonido contribuyó a las aplicaciones actuales en medicina y pruebas ultrasónicas de materiales.
Por su trabajo recibió la Condecoración de Honor por Servicios a la República de Austria en 1968.

## Publicaciones
- Seidl, Franziska: Über eine Messung kurzer Zeiten mit dem Helmholtz-Pendel («Sobre una medida de tiempos cortos con el péndulo de Helmholtz»), tesis doctoral, 1923.
- Seidl, Franziska: Untersuchungen am selbsttönenden Krystall («Investigaciones sobre el cristal autotonificante»), 1926.
- Seidl, Franziska: Adsorptionspotential und Phasengrenzpotential schwer angreifbarer Gläser («Potencial de adsorción y potencial límite de fase de vidrios que son difíciles de atacar»), 1931.[3]
- Seidl, Franziska; Fröhlich, Helene; Hofer, Elisabeth: Über die Einwirkung von Radium- und Röntgenstrahlen auf Piezoquarze («Sobre los efectos del radio y los rayos X en el cuarzo piezoeléctrico»), 1933.
- Seidl, Franziska; Petritsch, Pia: Elektrische Leitfähigkeit der erstarrten Schmelze von Seignettesalzkrystalle («Conductividad eléctrica de la masa fundida solidificada de cristales de sal de Seignette»), 1936.